# Masjid Malcolm Shabazz
A Masjid Malcolm Shabazz, anteriormente conhecida como Mesquita nº 7, é uma mesquita sunita localizada no Harlem, na cidade de Nova Iorque. No passado era uma mesquita da Nação do Islã na qual Malcolm X pregava, até que ele trocou pelo islamismo sunita em 1964.

## História
Inaugurado como Templo nº 7 da Nação do Islã (NOI) no Harlem YMCA em 1946 (todos os locais da Nação do Islã era iniciamente chamados de Templos; a NOI mudou para o termo mesquita como um movimento para aumentar a legitimidade da Nação, adicionando elementos do Islã dominante), foi transferido para o Lenox Casino na 102 West 116th Street, na esquina sudoeste da Malcolm X Boulevard e "era apenas uma vitrine em 1954, quando Malcolm foi nomeado ministro por Elijah Muhammad." Quando Malcolm X se separou de Elijah Muhammad em 1964, ele fundou uma mesquita sunita chamada Muslim Mosque, Inc.. A sucessora dessa mesquita é a Mesquita da Fraternidade Islâmica Inc., situada na 130 West 113th Street, no Harlem.
Em janeiro de 1964, Elijah Muhammad tirou Malcolm de seus cargos. Muhammad promoveu James 3X como o novo ministro da Mesquita nº 7.
O Templo nº 7 foi destruído em um atentado em 1965, após o assassinato de Malcolm X, que forçou a Nação do Islã a mudar a mesquita para a 106 West 127th Street. O edifício foi redesenhado por Sabbath Brown e, em 1976, a mesquita foi renomeada Malcolm Shabazz Mosque, (por Wallace D. Muhammad, o novo líder da Nação do Islã), ou Masjid Malcolm Shabazz, para homenagear a memória e as contribuições de Malcolm X.
Em 1972, a mesquita foi o local de um polêmico tiroteio policial.
Aos 19 anos de idade em 1984, Conrad Tillard se converteu ao Islã, juntou-se à Nação do Islã, e ficou conhecido como Conrad X, e mais tarde como Conrad Muhammad. Aos 25 anos de idade, ele foi nomeado ministro da Mesquita nº 7, e o The Boston Globe o descreveu como o herdeiro aparente do chefe da NOI, Louis Farrakhan.